# المجلس الوطني الاقتصادي والاجتماعي (الجزائر)
المجلس الوطني الاقتصادي والاجتماعي هو جهاز استشاري جزائري أنشأ حسب المرسوم الرئاسي 93-225 في 19 ربيع الثاني 1414 الموافق 5 أكتوبر 1993.

## تأسيس المجلس
ـاسس المجلس أول مرة في 06 نوفمبر 1968

## تشكيلة المجلس

### الرئيس
| الترتيب | الصورة | الاسم (الميلاد- الوفاة)      | تاريخ العهدة | تاريخ العهدة  | رئيس الجمهورية      | ملاحظات                        |
| ------- | ------ | ---------------------------- | ------------ | ------------- | ------------------- | ------------------------------ |
| 3       |        | محمد الصغير بابس (2017-1943) |              | 30 يوليو 2017 | عبد العزيز بوتفليقة | (السن عند تولي المنصب: 82 سنةً) |

## مهام ودور المجلس
وتتمثل صلاحيات المجلس ومهامه في مايلي:
- تقديم المقترحات والتوصيات حول المسائل ذات الصلة باختصاص المجلس.
- الاشراف على ابقاء وضمان الحوار بين مختلف المؤثرين والشركاء الاجتماعيين والاقتصاديين.
- تقويم المسائل ذات المنفعة الوطنية المتعلقة بالتنمية الاقتصادية والاجتماعية.

## وصلات خارجية
- الموقع الرسمي للمجلس الوطني الاقتصادي والاجتماعي